# 나비목
나비목(Lepidoptera)은 곤충 중에서 세 번째로 큰 목으로, 크게 나비와 나방으로 이뤄져 있다. 여기에 속하는 종은 알(난)-애벌레(유충)-번데기(용)-어른벌레(성충)로 변태하는 완전변태군(Holometabola)에 속하는 곤충이며, 성충은 보통 인편으로 덮힌 막질의 날개 두 쌍과 가늘고 긴 빨대주둥이(proboscis)를 가지고 있다. 인편(scale)은 나비의 날개를 보호하고 무늬를 형성한다. 나비는 주로 꽃의 꿀을 먹으면서 식물의 수정을 돕지만, 왕오색나비, 줄나비, 바둑돌부전나비 등의 일부 나비들은 조릿대에 기생하는 납작진딧물의 분비물, 나무나 과일의 즙을 먹는다. 애벌레 역시 대다수가 먹이식물의 잎 등을 먹지만, 바둑돌부전나비의 유충처럼 납작진딧물을 먹는 육식성도 드물게 있다.
나비목은 기록된 것만 16만 종 가량이 속해 있으며, 46개 상과와 127개 과로 분류된다. 이는 딱정벌레목과 파리목 다음으로 많은 수이다.
이중 6개 종이 멸종위기등급 위급(CR)에 속하며, 36개 종이 위기(EN), 116개 종이 취약(VU)으로 분류되어 있다.

## 분류 체계
van Nieukerken et al. (2011)이 제시한 새로운 분류체계를 정리하면 다음과 같다.
Order Lepidoptera [나비목]
..........화석군(화석종에 해당하는 4 과 및 미분류군)
.Suborder Zeugloptera [원시나방아목](1 상과)
.Suborder Aglossata [비흡관아목](1 상과)
.Suborder Heterobathmiina [교차이형나방아목](1 상과)
.Suborder Glossata [흡관아목](이하 6 하목 모두 포함)
..Infraorder Dacnonypha [선조나방하목](1 상과)
..Clade Coelolepida [일반인편군](이하 5 하목 모두 포함하는 단계통군)
..Infraorder Acanthoctesia [좁은날개나방하목](1 상과)
..Infraorder Lophocoronina [호주잔날개나방하목](1 상과)
...Clade Myoglossata [근흡관군](이하 3 하목 모두 포함)
..Infraorder Neopseustina [옛나방하목](1 상과)
....Clade Neolepidoptera [신나비군](이하 2 하목 모두 포함)
..Infraorder Exoporia [외공하목](2 상과)
..Infraorder Heteroneura [이맥하목](이하 34 상목 모두 포함)
.....Clade Nepticulina [꼬마굴나방군](1 상과 포함)
.....Clade Eulepidoptera [진나비군](이하 33 상과 모두 포함)
......Clade Incurvariina [곡나방군](2 상과 포함)
......Clade Etimonotrysia [기단문군](2 상과 포함)
......Clade Ditrysia [이문군](이하 29 상과 모두 포함)
.......Clade Apoditrysia [파생이문군](이하 26 상과 모두 포함)
........Clade Obtectomera [피용군](이하 12 상과 모두 포함)
.........Clade Macroheterocera [대형나방군](나머지 5 상과 포함)
일부 화석종 및 미분류군을 제외한 나머지 모든 종들은 나비목 안에서 네 개의 아목으로 구분되고, 그 중 흡관아목은 다시 여섯 개의 하목으로 나뉜다. 이러한 분류체계에는 추가로 계통수의 단계통 분지에 따라 분지군 또는 계통군(Clade)을 두었는데(밑줄 표기함), 흡관아목처럼 분류체계내의 한 아목이면서도 계통수에서 단계통군인 경우에는 clade로 다시 명칭을 부여하지는 않는다. 각 분류군 및 계통군에는 해당되는 상과의 수를 괄호 안에 표기하였다(Cho, 2015).

## 하위 분류
나비
- 미국나방나비상과 (Hedyloidea)
- 팔랑나비상과 (Hesperioidea)
- 호랑나비상과 (Papilionoidea)

나방
- 원시나방상과 (Micropterigoidea)
- 헤테로바트미아상과 (Heterobathmioidea)
- 좀날개나방상과 (Eriocranioidea)
- 아칸톱테록테테스상과 (Acanthopteroctetoidea)
- 로포코로나상과 (Lophocoronoidea)
- 네옵세우스티스상과 (Neopseustoidea)
- 므네사르카이아상과 (Mnesarchaeoidea)
- 안데스나방상과 (Andesianoidea)
- 박쥐나방상과 (Hepialoidea)
- 꼬마굴나방상과 (Nepticuloidea)
- 곡나방상과 (Incurvarioidea)
- 팔라이파투스상과 (Palaephatoidea)
- 어리굴나방상과 (Tischeriodea)
- 시마이티스티스상과 (Simaethistoidea)
- 곡식좀나방상과 (Tineoidea)
- 가는나방상과 (Gracillarioidea)
- 집나방상과 (Yponomeutoidea)
- 뿔나방상과 (Gelechioidea)
- 알락나방상과 (Zygaenoidea)
- 유리나방상과 (Sesioidea)
- 굴벌레나방상과 (Cossoidea)
- 잎말이나방상과 (Tortricoidea)
- 뭉뚝날개나방상과 (Choreutoida)
- 우로두스상과 (Urodoidea)
- 갈락티카상과 (Galacticoidea)
- 스크렉켄스테이니아상과 (Schreckensteinioidea)
- 미나리좀나방상과 (Epermenioidea)
- 털날개나방상과 (Pterophoroidea)
- 깃털나방상과 (Aluctoidea)
- 임마상과 (Immoidea)
- 코프로모르파상과 (Copromorphoidea)
- 황금나방상과 (Cimelioidea) - 이전의 Axioidea
- 팔랑나비붙이상과 (Hyblaeoidea)
- 창나방상과 (Thyridoidea)
- 왈레이아나상과 (Whalleyanoidea)
- 명나방상과 (Pyraloidea)
- 미말로상과 (Mimallonoidea)
- 솔나방상과 (Lasiocampoidea)
- 자나방상과 (Geometroidea)
- 갈고리나방상과 (Drepanoidea)
- 누에나방상과 (Bombycoidea)
- 뿔나비나방상과 (Calliduloidae)
- 밤나방상과 (Noctuoidea)

## 계통 분류
다음은 2002년 "생명의 나무 프로젝트"(The Tree of Life Web Project)에 제안된 계통 분류이다.

|  | \| \| 뱀잠자리목 \| \| \| \| \| \| 약대벌레목 \| \| \| \| \| \| 풀잠자리목 \| \| \| \| |
|  |                                                                                        |
|  | 딱정벌레목                                                                             |
|  |                                                                                        |
|  | 뱀잠자리목                                                                             |
|  |                                                                                        |
|  | 약대벌레목                                                                             |
|  |                                                                                        |
|  | 풀잠자리목                                                                             |
|  |                                                                                        |

|  | 뱀잠자리목 |
|  |            |
|  | 약대벌레목 |
|  |            |
|  | 풀잠자리목 |
|  |            |

|  | 파리목   |
|  |          |
|  | 밑들이목 |
|  |          |
|  | 벼룩목   |
|  |          |

|  | 날도래목 |
|  |          |
|  | 나비목   |
|  |          |

|  | 파리목   |
|  |          |
|  | 밑들이목 |
|  |          |
|  | 벼룩목   |
|  |          |

|  | 날도래목 |
|  |          |
|  | 나비목   |
|  |          |

|  | 파리목   |
|  |          |
|  | 밑들이목 |
|  |          |
|  | 벼룩목   |
|  |          |

|  | 날도래목 |
|  |          |
|  | 나비목   |
|  |          |

|  | 파리목   |
|  |          |
|  | 밑들이목 |
|  |          |
|  | 벼룩목   |
|  |          |

|  | 날도래목 |
|  |          |
|  | 나비목   |
|  |          |

|  | \| \| 뱀잠자리목 \| \| \| \| \| \| 약대벌레목 \| \| \| \| \| \| 풀잠자리목 \| \| \| \| |
|  |                                                                                        |
|  | 딱정벌레목                                                                             |
|  |                                                                                        |
|  | 뱀잠자리목                                                                             |
|  |                                                                                        |
|  | 약대벌레목                                                                             |
|  |                                                                                        |
|  | 풀잠자리목                                                                             |
|  |                                                                                        |

|  | 뱀잠자리목 |
|  |            |
|  | 약대벌레목 |
|  |            |
|  | 풀잠자리목 |
|  |            |

|  | 파리목   |
|  |          |
|  | 밑들이목 |
|  |          |
|  | 벼룩목   |
|  |          |

|  | 날도래목 |
|  |          |
|  | 나비목   |
|  |          |

|  | 파리목   |
|  |          |
|  | 밑들이목 |
|  |          |
|  | 벼룩목   |
|  |          |

|  | 날도래목 |
|  |          |
|  | 나비목   |
|  |          |

|  | 파리목   |
|  |          |
|  | 밑들이목 |
|  |          |
|  | 벼룩목   |
|  |          |

|  | 날도래목 |
|  |          |
|  | 나비목   |
|  |          |

|  | 파리목   |
|  |          |
|  | 밑들이목 |
|  |          |
|  | 벼룩목   |
|  |          |

|  | 날도래목 |
|  |          |
|  | 나비목   |
|  |          |

## 같이 보기
- 나비와 나방의 구분